# حوت منقاري عملاق
الحوت المنقاري العملاق هو جنس من الحيتان المنقارية، يضم نوعين من الحيوانات هما حوت بارد المنقاري وحوت آرنوكس المنقاري. يتشابه النوعان كثيراً، إلى درجة أن بعضاً من العلماء يعتبرون فصلهما إلى نوعين مستقلِّين خطأ تاريخياً، وهما أكبر أنواع الحيتان المنقارية على الإطلاق، ويُسمَّيان أحياناً الحيتان المنقارية العملاقة.
وُصِفَ حوت بارد العملاق لأول مرة على يد العالم ليونارد هس ستيجنجر عام 1883، بناءً على جمجمة ذات أربعة أسنانٍ كان قد وجدها على جزيرة بيرنغ قبل ذلك بسنوات. وقد حاز الحوت اسمه تيمناً بالعالم سبينسر فوليترون بارد، وهو أمين عام سابق لمؤسسة سميثسونيان. وأما حوت آرنوكس المنقاري فقد وصف عام 1851، على يد جورجز لويس دوفيرنوي. فيما أن اسم الجنس "Berardius" هو تكريم للأدميرال أوغستي بيراد (1796-1852)، وهو قبطان طرَّاد لي رين الفرنسي (1842-1846) الذي جلب جمجمة الحوت - التي وصف النوع بناءً عليها - إلى فرنسا، وجاء اسم النوع تيمناً بموريس آرنوكس، وهو جراح السفينة الذي وجد الجمجمة أصلاً على شاطئ نيوزيلندا قرب مدينة آكاراو.

## الوصف
يتشارك نوعا حوت بارد وآرنوكس المنقاري صفاتٍ جسدية شديدة التشابه، وقد لا يمكن التمييز بينهما في مياه البحر لو كانا يتواجدان بمنطقة واحدة (رغم أنهما يقطنان مناطق مختلفة من العالم). بصورة عامة، فإن حوت آرنوكس أقصر من حوت بارد، إذ يُقدَّر أن طول الفرد البالغ منه في البرية يمكن أن يصل لنحو 12 متراً (رغم أن جميع الحيتان الميتة التي عثر عليها من نوعه كانت أصغر حجماً بدرجة كبيرة)، في حين أن طول حوت بارد المقاس والموثق يبلغ 12 إلى 13 متراً، ووزنه نحو 14,000 كيلوغرام.
لدى كلا النوعين منقار بارز جداً، حتى بين الحيتان المنقارية الأخرى. فك الحوت السفلي أطول من العلوي، ويمكن لذلك رؤية أسنانه الأمامية حتى عندما يكون فمه مغلقاً. تشريحياً، لدى الحوتين بطيخة منتفخة. جسم الحوتين نحيل، إذ يبلغ قياس محيطه ما يعادل 50% من إجمال طول الجسم فقط، وهو يتسم بلونٍ واحد سائد يتراوح من الرمادي الفاتح إلى الأسود. زعانف الحوت الجانبية صغيرة الحجم ومدورة الشكل، وموجهة نحو مقدمة الجسم، وكذلك الزعنفة الظهرية إذ أنها صغيرة ومدورة، وهي تقع عند الحد الفاصل بين الربع الثالث والربع الأخير من طول الجسم. تنتشر ندبات بيضاء عديدة على جسد كلا الحوتين مع تقدمهما في السن، ولديهما قدرٌ بسيطٌ من مثنوية الشكل الجنسية.

## الانتشار الجغرافي
لا تتداخل مناطق الانتشار الجغرافي لحوتي بارد وآرنوكس على الإطلاق، وربَّما يكون هذا السبب الأهم في فصلهما إلى نوعين مستقلين تاريخياً.
يقطن حوت آرنوكس المنقاري أنحاءً واسعة من المحيط المتجمد الجنوبي. ويوحي نفوقه المتكرر على شواطئ نيوزيلندا والأرجنتين بأنه شائع نسبياً في البحار الواقعة جنوبيَّ هاتين الدولتين، وحتى شواطئ قارة أنتاركتيكا المتجمدة. وقد شوهد كذلك قرب جزيرة جورجيا الجنوبية وجنوب أفريقيا. كانت أبعد دائرة عرض شمالية شوهد عندها حوت آرنوكس 34ْ جنوباً، وقد يعني ذلك أنه يقطن - إلى جانب المياه القطبية - المياه الباردة والمعتدلة.
يعيش حوت بارد المنقاري في شمال المحيط الهادئ وبحر اليابان وجنوب بحر أوخوتسك. ويبدو أنه يفضل العيش في البحار العميقة لا على الجروف المنحدرة القريبة من أطراف الرفوف القارية. شوهد بعض أفراده شمالاً حتى بحر بيرنغ، وجنوباً حتى شبه جزيرة باخا كاليفورنيا المكسيكية شرقاً وجزر اليابان الجنوبية غرباً. يقدر أفراده في جميع مناطق تواجده بنحو 30,000 حوت.

## الأخطار والتهديدات
نادراً ما تم صيد حيتان آرنوكس المنقارية عبر التاريخ، ورغم أن أعدادها ليست معروفة ولم يتم تقديرها من قبل، فلا يُعتَقد أنها في حالة معرضة للخطر. وهي مُتضمَّنة فوق ذلك في مذكرة تفاهمٍ وقعتها عدة دول «للحفاظ على الحتيانيات ومواطنها في منطقة جزر المحيط الهادئ» (بالإنجليزية: Pacific Cetaceans MOU)‏.
رغم ذلك، فإن الحال مختلفة بالنسبة لحيتان بارد. فقد تعرَّضت هذه الحيتان للصيد بصورةٍ كبيرة خلال القرن العشرين في اليابان، وكذلك بدرجة أقل في الاتحاد السوفيتي وكندا والولايات المتحدة. ويبلغ عدد الحيتان الموثقة التي قتلت في مياه الاتحاد السوفيتي 176 حوتاً، وذلك حتى توقُّف الصيد عام 1974. وأما الصيادون الكنديون والأمريكيون فقد قتلوا 60 حوتاً، حتى توقف الصيد عام 1966. وكانت الحصة الأكبر من نصيب اليابان، حيث اصطاد صيادوها نحو 4,000 حوتٍ، قبل أن يتوقفوا عام 1986 عقب توقيع مذكرة تضبط صيد الحيتان. وقد كانت أكثر سنوات الصيد دموية هي عام 1952، عندما قتل حوالي 300 حوت. حيتان بارد المنقارية ليست محمية بموجب مذكرة لجنة التحويت الدولية التي تضبط التحويت التجاري، وذلك لأن اليابان اعترضت على تضمينها في المذكرة بصفتها «نوعاً صغيراً» من الحيتانيات، رغم أنها بالواقع أكبر حجماً من حيتان مينك المتضمَّنة في المذكرة. في الوقت الحالي، يصطاد المحوتون اليابانيون كل عام 62 حوت بارد لأغراضٍ تجارية، ويتم بيع لحمها للمطاعم والأسواق، مع أن الدراسات وجدت أن لحم ودهن ومنتجات لحوم الحيتان تحتوي مستوياتٍ عالية من الزئبق والملوثات الأخرى. حالة حيتان بارد العالمية غير معروفةٍ الآن على وجه التحديد، وليس من الثابت ما إذا كانت تواجه تهديداتٍ وأخطاراً ما. تصنف حيتان بارد المنقارية ضمن الملحق الثاني من اتفاقية حماية الأنواع المهاجرة من الحيوانات البرية (بالإنجليزية: CMS)‏.